# Octoblepharum leptoneuron
Octoblepharum leptoneuron är en bladmossart som beskrevs av Jules Cardot 1908. Octoblepharum leptoneuron ingår i släktet Octoblepharum och familjen Dicranaceae. Inga underarter finns listade i Catalogue of Life.